# Лечурі
Лечурі (груз. ლეჩური) — село в Грузії.
За даними перепису населення 2014 року в селі проживає 88 осіб.